# Dreifaltigkeitskirche (Salzburg)

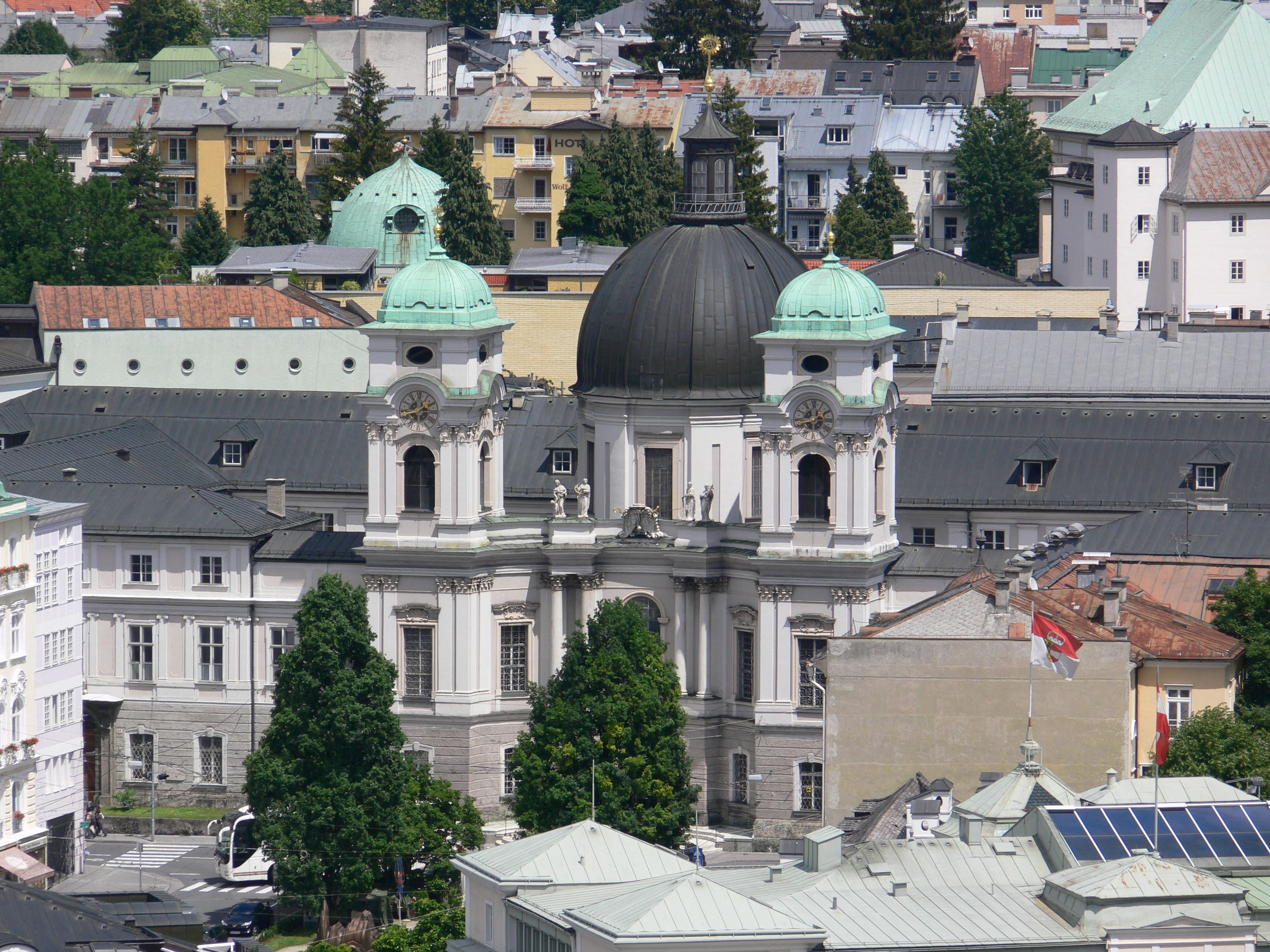
Die Dreifaltigkeitskirche vom Mönchsberg aus gesehen

Die römisch-katholische Dreifaltigkeitskirche in Salzburg ist der größte Kirchenbau aus fürsterzbischöflicher Zeit in der Altstadt rechts der Salzach. Sie gilt als bedeutendster Sakralbau der Stadt auf der rechten Salzachseite.

## Geschichte
Die Kirche ist als Zentralbau gestaltet und wurde in den Jahren 1694 bis 1702 erbaut. Auftraggeber der Kirche und des Priesterseminars war der Stifter Fürsterzbischof Johann Ernst von Thun. Die Auftragsvergabe erfolgte 1694, die Weihe der teilweise noch unvollendeten Kirche fand 1699 statt. Die Kirche ist gemeinsam mit der zeitgleich errichten St.-Johannis-Kirche (Spitalskirche) der erste Bau von Johann Bernhard Fischer von Erlach in Salzburg. Als Vorbild dienten verschiedene Sakralbauten in Rom (vor allem Francesco Borrominis Kirche Sant’ Agnese in Agone auf der Piazza Navona). Auffallend ist bereits die allgemein dezente Verwendung von Schmuckelementen, die sich dem architektonischen Gesamtwerk unterordnen. Das gesamte Bauwerk vermittelt einen palastartigen Eindruck.
An dem Bauwerk haben neben Fischer von Erlach und Bernhard Michael Mandl u. a. folgende Bildhauer und Steinmetze mitgearbeitet: Wolf Weißenkirchner der Jüngere, Mathias Wilhelm Weißenkirchner, Sebastian Stumpfegger, Andreas Götzinger und Lorenz Dräxl.

## Baubeschreibung

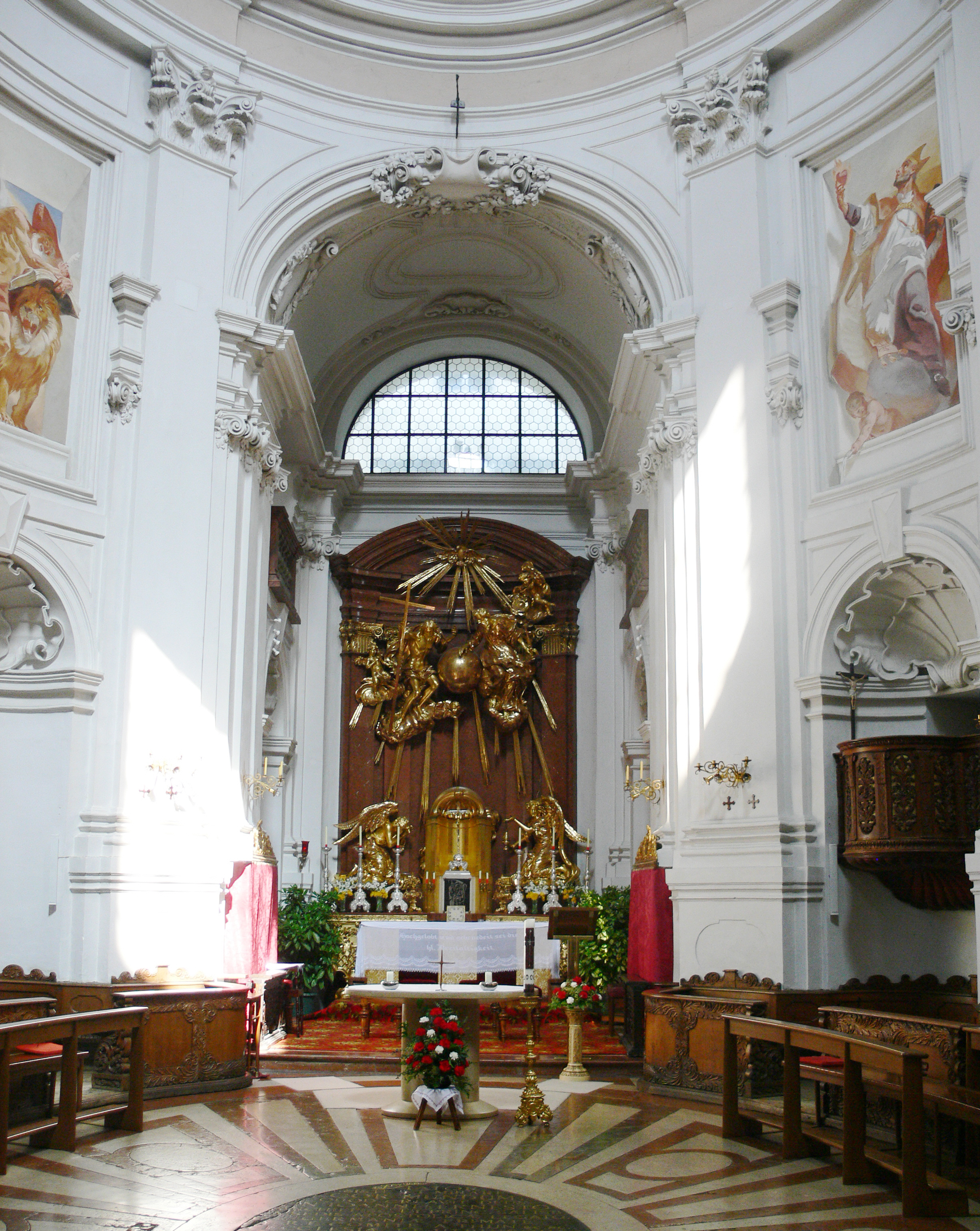
Innenansicht

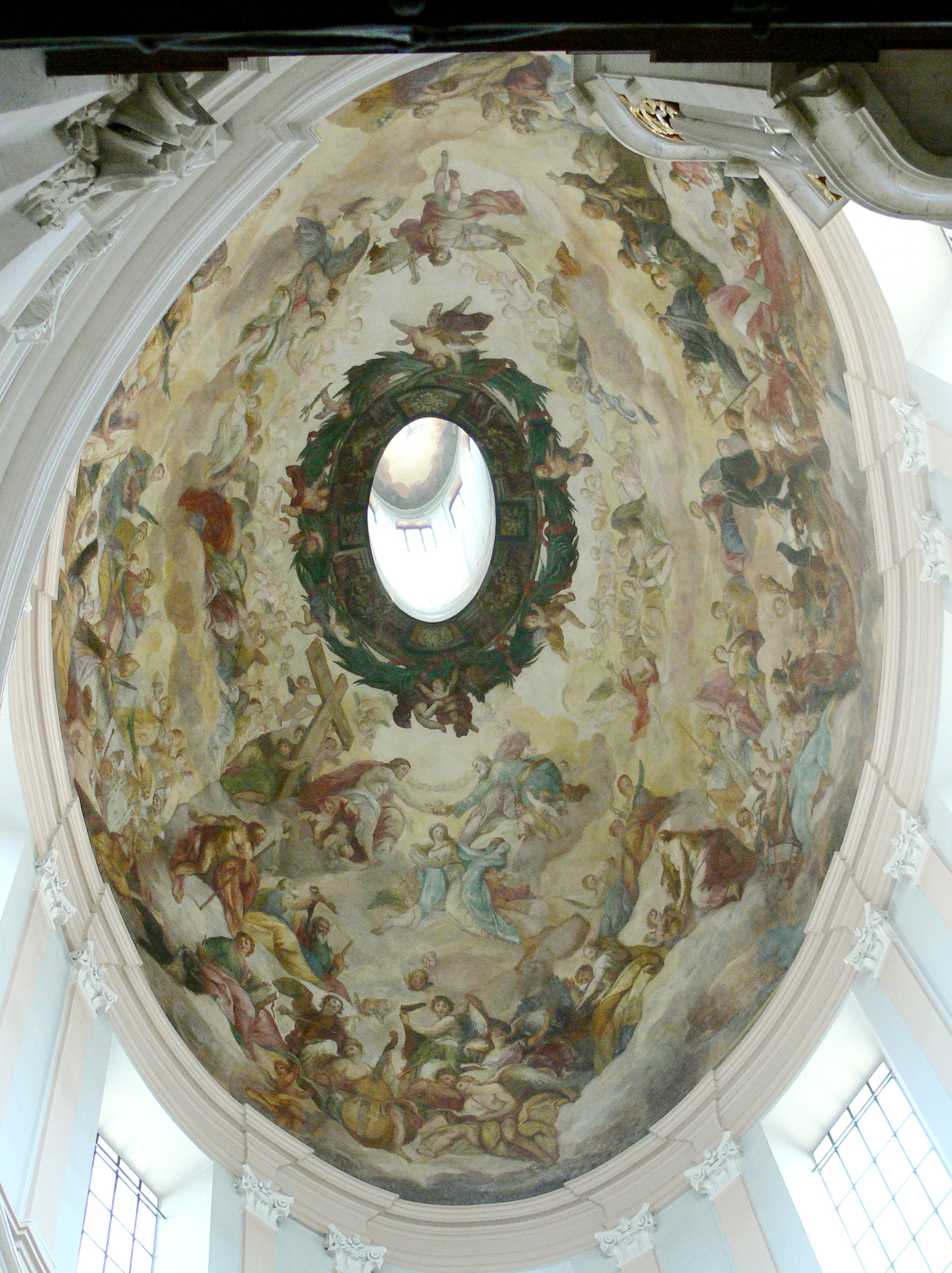
Kuppel mit dem Kuppelgemälde von Johann Michael Rottmayr

### Das Äußere
Der Bau der Salzburger Dreifaltigkeitskirche war nicht auf den Hannibalplatz (heute Makartplatz) gerichtet, sondern auf eine damals schmale Seitenstraße zwischen der äußeren Bergstraße (heute Rainerstraße) und der Linzer Gasse. Das fürsterzbischöfliche Leihhaus direkt gegenüber der Kirche wurde erst 1907 abgerissen. Heute schwingt der zentrale Kirchenbau mit einem kleinen, leicht erhöhten Kirchenvorplatz in der Straßenflucht der Dreifaltigkeitsgasse nach innen und bildet mit den seitlichen Flügelbauten einen repräsentativen oberen Abschluss des Makartplatzes.
Die ursprünglich niedrigen Kirchtürme wurden für eine bessere Erkennbarkeit der Kirche hinter dem Leihhaus erst später erhöht. Die Glockengeschoße wurden 1757 errichtet, die obersten Turmhaubenaufsätze nach dem Brand der Neustadt im Jahr 1818. Durch die Aufstockung der Türme wurde das Gesamtbild der Kirche nicht verbessert. Der architektonische Mittelpunkt der weitläufigen Anlage mit den beiden großen Flügelbauten des Priesterseminars, die zusammen mit der zentralen Kirche eine einheitlich komponierte Fassade bilden, sollte vielmehr die mächtige zentrale Tambourkuppel der Kirche darstellen.
Über dem äußeren Kirchportal stehen auf der Attika vor der Kuppel auf Doppelsäulen vier Figuren, drei davon symbolisieren die theologischen Tugenden Glaube, Hoffnung und Liebe. Die vierte Figur stellt die göttliche Weisheit dar. Alle vier Figuren wurden von Bernhard Michael Mandl gestaltet. Zwischen den Figuren ist als Doppelwappen das des Fürsterzbischofs Johann Ernst von Thuns verbunden mit dem Salzburger Landeswappen angebracht.

### Das Innere
Das Kircheninnere ist ein längsovaler Raum mit vier kurzen tonnengewölbten Kreuzarmen, der von der großen Tambourkuppel überwölbt wird. Die monumentale Wirkung des Innenraums ergibt sich vor allem aus der Schlichtheit des Baues und der alles überragenden Höhe der beherrschenden Tambourkuppel. Die Gestaltung erinnert dabei entfernt an die innere Gestalt der Karlskirche in Wien, die neben der Kollegienkirche das zweite sakrale Hauptwerk Fischer von Erlachs ist.
Das große Kuppelfresko im Inneren der Kirche gestaltete Johann Michael Rottmayr zwischen 1697 und 1700. Es war Rottmayrs erstes sakrales Kuppelfresko und stellt die Krönung Mariens durch die Heilige Dreifaltigkeit mit dem Beistand des Erzengels Michaels sowie vieler weiterer Engel, Propheten, der zehn heiligen Päpste, weiterer Heiligen und der Kirchenpatriarchen dar. Das Fresko fasst so die christliche Heils- und Kirchengeschichte eindrucksvoll zusammen. Die Figuren sind auf konzentrisch angeordneten Wolkenbänken gruppiert. In der obersten Laterne ist eine Heilig-Geist-Taube abgebildet. Das große Kuppelfresko vervollständigt den Eindruck der barocken ecclesia triumphans, der triumphierenden Kirche, im Sinne des barocken Selbstverständnisses der Kirchengebäude.
Die Stuckaturen stammen von Andrea Sallari und von Johann Baptist Redi. Sie sind im Hauptraum auf die Kapitelle beschränkt. In den Kreuzarmen befindet sich in den Bogenlaibungen Akanthusdarstellungen aus Stuck sowie Stuckfelder. Auch Kartuschen sind dort angebracht.
Der Hochaltar ist nach Plänen von Fischer von Erlach gefertigt. Er wurde 1700 geschaffen, 1841 überarbeitet und 1947 in den ursprünglichen Zustand zurückgeführt und besitzt eine plastische Gruppe der Dreifaltigkeitsgruppe mit zwei anbetenden Engeln. Der Reliquienschrein des heiligen Ernestus wurde 1959 von Otto Prossinger gestaltet.
Prächtige lebensgroße Engel auf den beiden Seitenaltären wurden von Fischer von Erlach entworfen und von Bernhard Michael Mandl gestaltet. Das Mariengnadenbild des rechten Seitenaltars stammt aus dem 16. Jahrhundert. Der barocke Rahmen wurde von Sebastian Stumpfegger ausgeführt.
Im linken Querarm befindet sich eine Gruft des Ruperti-Ritterordens mit verschiedenen Grabinschriften auf Marmortafeln. In dieser Gruft ruht auch das Herz des Fürsterzbischofs Johann Ernst von Thun in einem von Fischer von Erlach gestalteten Sarkophag.
Das Vorhallengitter stammt aus der Entstehungszeit der Kirche. In das Gitter ist kunstvoll das Wappen von Johann Ernst von Thun eingearbeitet. Der Marmorboden ist radial gemustert und führt auf ein mittiges Oval mit einer Inschrifttafel hin.

### Orgel

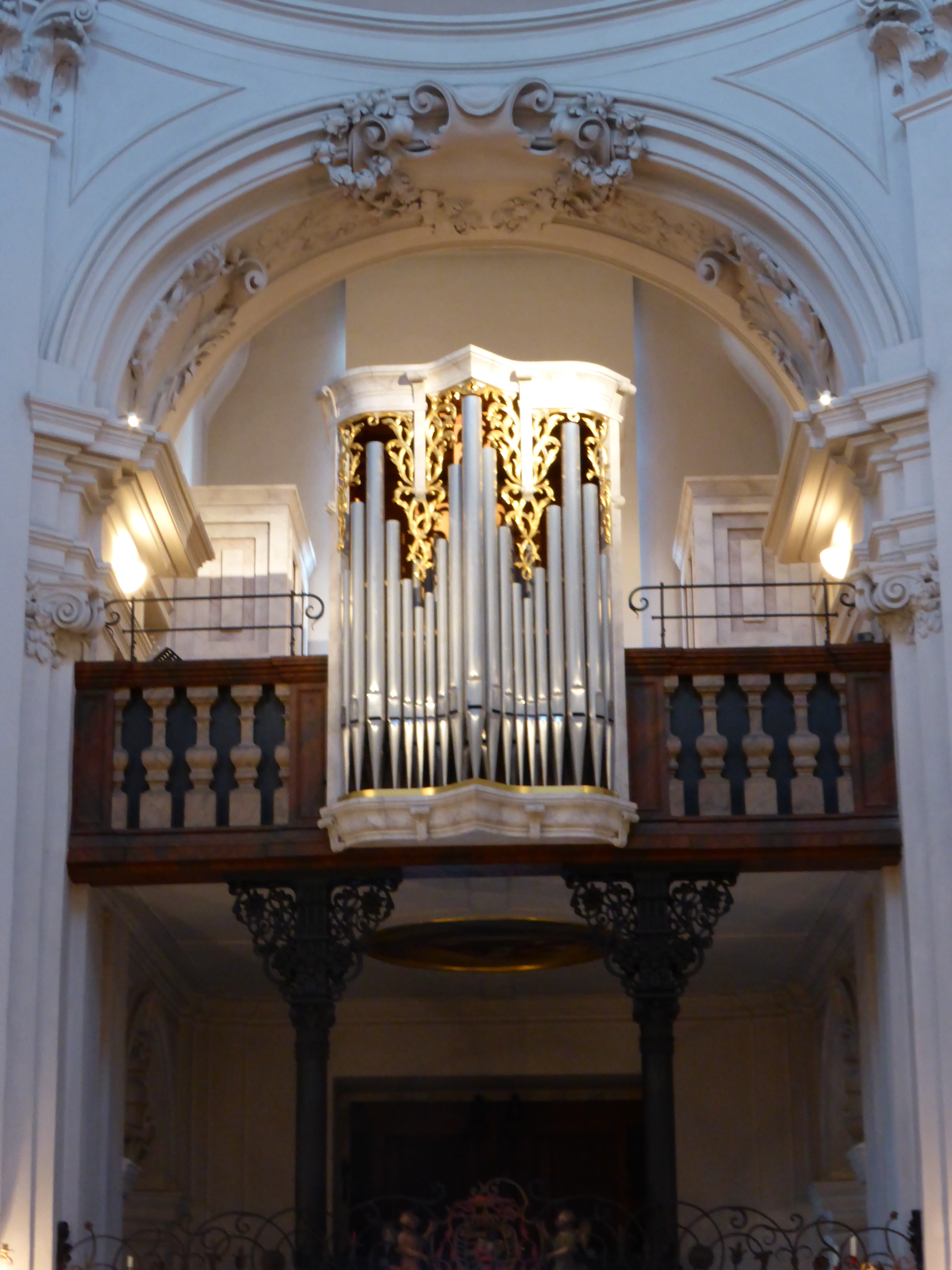
Orgel von Gerhard Hradetzky (1997)

Die erste Orgel der Dreifaltigkeitskirche entstand 1699 in der Werkstatt der Salzburger Hoforgelmacher Egedacher. Sie ist nicht erhalten.
Die heutige Orgel wurde im Jahr 1997 von dem niederösterreichischen Orgelbauer Gerhard Hradetzky erbaut. Das Schleifladen-Instrument mit mechanischer Spiel- und Registertraktur hat 18 Register, die auf zwei Manuale und Pedal verteilt sind. Die Disposition des Instrumentes lautet wie folgt:
| I. Manual C–f3     |       |
| 1. Prinzipal       | 8′    |
| 2. Flöte           | 8′    |
| 3. Oktave          | 4′    |
| 4. Douce-Flöte     | 4′    |
| 5. Oktave          | 2′    |
| 6. Quinte          | 1 ⁄3′ |
| 7. Cornett (ab g0) |       |
| 8. Mixtur IV       |       |

| II. Manual C–f3 |        |
| 09. Copel       | 8′     |
| 10. Douce-Flöte | 4′     |
| 11. Flageolet   | 2′     |
| 12. Terz        | 1 3⁄5′ |
| 13. Nasat       | 1 ⁄3′  |
| 14. Fagottino   | 8′     |

| Pedal C–f1     |     |
| 15. Subbass    | 16′ |
| 16. Oktavbass  | 8′  |
| 17. Choralbass | 4′  |
| 18. Posaune    | 8′  |

- Koppeln: II/I, I/P, II/P

Anmerkungen
1. ↑  Wechselschleife zur Douce-Flöte (Nr. 10)
2. ↑  Wechselschleife zur Douce-Flöte (Nr. 4)

## Priesterseminar
Die beiderseitigen Flügelbauten der Kirche sind dreigeschoßig. Die Portale dieser Bauten zeigen das Wappen des Stifters Erzbischof Johann Ernst von Thun. Sie dienten ursprünglich als Ausbildungsort und Unterkunft für bürgerliche und adelige Studenten und wurde auch Collegium Virgilianum genannt.
Das Priesterhausgebäude ist um zwei symmetrische Höfe herum angeordnet. Im nördlichen Innenhof befindet sich der von Josef Anton Pfaffinger geschaffene mittige Brunnen mit dem heiligen Petrus und bronzenen Tierköpfen im Auslauf (1741).
Der mittige, schlicht gehaltene Brunnen im südlichen Kolleghof stammt von 1857. In der Priesterhauskapelle befindet sich eine Madonna, die vor 1450 geschaffen wurde und ein Kruzifix aus dem 16. Jahrhundert.
Das dort untergebrachte Alumnat (Priesterseminar, Priesterhaus) war ein Seminar zur Fortbildung gebildeter Kleriker. Zuerst befand sich dieses Alumnat im Aschhof der Residenz, dann wurde 1591 beim St.-Magdalen-Spital am Kai Grund für das Seminar angekauft und 1616 dort erstmals unterrichtet. 1624 übersiedelte das Alumnat ins Barmherzige Brüder-Hospital St. Maximilian in der Gstätten, und schließlich nach der Zerstörung des Alumnats durch den Bergsturz von 1699 dorthin.
Das hochfürstliche Collegium Virgilianum (kurz Virgilianum) war eine Einrichtung für sechs arme Jünglinge von stiftmäßigem Adel: je einen aus der Steiermark, Bayern, Kärnten, Tirol, Böhmen und Österreich. Sie trugen eine eigene Uniform. Das Collegium besaß geräumige Studien-, Schlaf-, Exercitien-, Ergötzungs- (Spiel-)zimmer und Wohnzimmer. Seit 1775 wohnten dort auch andere hochfürstliche Edelknaben, wenn sie ihr entsprechendes Kostgeld bezahlten. Das Collegium wurde von einem Direktor geleitet und hatte verschiedene Instruktoren (Lehrer), darunter einen Tanz-, einen Fecht- und zwei Sprachmeister.
Das Collegium der Siebenstädter nahm je eine unbemittelte Person zur Förderung der aus folgenden sieben Städten auf: Salzburg, Hallein, Radstadt, Laufen und Tittmoning und Friesach. Die Stiftungsgelder stammten aus den genannten Städten. Es wurde erwartet, dass die Abgänger aus Dankbarkeit danach großteils in fürsterzbischöfliche Dienste traten. Zu den eigentlichen Collegiaten wurden auch Conviktoren gegen ein geringes Kostgeld aufgenommen.
Heute befinden sich dort das Priesterseminar der Erzdiözese Salzburg (Haupteingang rechts der Kirche, Dreifaltigkeitsgasse 12) mit Gästehaus (links der Kirche, Dreifaltigkeitsgasse 14), Rupertusbuchhandlung (am Eck) und Johanneskeller.